# Lourdes Domínguez Lino
Lourdes Domínguez Lino (født 31. marts 1981 i Pontevedra, Spanien) er en professionel tennisspiller fra Spanien.